# 134 v.Chr.
134 v.Chr. is een jaartal volgens de christelijke jaartelling.

## Gebeurtenissen

### Italië
- Gaius Fulvius Flaccus en Publius Cornelius Scipio Aemilianus Africanus zijn consul in het Imperium Romanum.
- Rome vraagt koning Micipsa van Numidië, een trouwe bondgenoot, om militaire steun tegen de Iberische rebellenleider Viriathus. Hij stuurt boogschutters, slingeraars en krijgsolifanten onder bevel van zijn neef Jugurtha.
- De Senaat stuurt Scipio Aemilianus Africanus naar Hispania. Hij reorganiseert het Romeinse leger en begint met de belegering van Numantia, rondom de stad wordt een verdedigingslinie met zeven forten en een palissade gebouwd. In de omgeving worden Romeinse legerkampen gevestigd, om de Lusitaniërs te onderdrukken.

### Midden-Oosten
- januari- Simon de Makkabeeër wordt vermoord door zijn schoonzoon. Zijn zoon Johannes Hyrkanus wordt hogepriester en koning van Judea.

### Wetenschap
- De Griek Hipparchus ontdekt de precessie van de equinoxen en maakt een sterrencatalogus.

### Griekenland
- Nicomachus volgt Dionysius op als archont van Athene.

## Overleden
- Simon de Makkabeeër, koning van de Hasmonese-dynastie (Israël)